# Podarg de Hartert
El podarg de Hartert  (Batrachostomus harterti) és una espècie d'ocell de la família dels podàrgids (Podargidae) que habita els boscos de les muntanyes de Borneo central.